# Oleg Zhestkov
Oleg Alexándrovich Zhestkov (en ruso: Олег Александрович Жестков; Omsk, URSS, 20 de enero de 1987) es un deportista ruso que compitió en piragüismo en la modalidad de aguas tranquilas.
Ganó dos medallas en el Campeonato Mundial de Piragüismo entre los años 2011 y 2013, y una medalla de plata en el Campeonato Europeo de Piragüismo de 2016.
Participó en dos Juegos Olímpicos de Verano, ocupando el séptimo lugar en Londres 2012 y el noveno en Río de Janeiro 2016, en la prueba deK4 1000 m.
En junio de 2019 fue sancionado por dopaje con EPO, recibiendo una inhabilitación de cuatro años.

## Palmarés internacional
| Campeonato Mundial | Campeonato Mundial   | Campeonato Mundial | Campeonato Mundial |
| Año                | Lugar                | Medalla            | Competición        |
| ------------------ | -------------------- | ------------------ | ------------------ |
| 2011               | Szeged (Hungría)     | Medalla de bronce  | K4 1000 m          |
| 2013               | Duisburgo (Alemania) | Medalla de oro     | K4 1000 m          |
| Campeonato Europeo |                      |                    |                    |
| Año                | Lugar                | Medalla            | Competición        |
| 2016               | Moscú (Rusia)        | Medalla de plata   | K4 1000 m          |